# ريجيس سيمون
ريجيس سيمون (بالفرنسية: Régis Simon)‏ ولد بتاريخ 19 مارس 1958 في تروا، هو دراج فرنسي سابق في صنف سباق الدراجات على الطريق.

## سجل النتائج

### سباقات أو مراحل فاز بها
- طواف فرنسا

## وصلات خارجية
- الموقع الرسمي

## روابط خارجية
- ريجيس سيمون على موقع أرشيف الدراجات (الإنجليزية)
- ريجيس سيمون على موقع إحصائيات الدراجات الإحترافية (الإنجليزية)
- ريجيس سيمون على موقع CycleBase (الإنجليزية)